# Venus as a Boy
Venus as a Boy è una canzone della cantante Björk del 1993. È il secondo singolo tratto dall'album di esordio Debut. Fa parte della colonna sonora del film Léon.
Il sample presente nella canzone è stato preso dal brano Music for Shō and Harp (Cort Lippe) della cantante Mayumi Miyata.

## Tracce
1.Venus as a boy
2.Venus as a boy (remix di 7" Dream)
3.Stigdu Mig
4.The anchor Song (remix di Black Dog)
5.I remember you

## Cover
Nel 2007 Venus as a Boy è stata riproposta da Corinne Bailey Rae.

## Classifiche
| Paese       | Posizione più alta |
| ----------- | ------------------ |
| Regno Unito | 29                 |
| Svezia      | 39                 |